# Królowa dram
Królowa dram – debiutancki album studyjny Sanah, wydany 8 maja 2020 roku.
Płyta zadebiutowała na 1. miejscu polskiej listy sprzedaży OLiS oraz uzyskała certyfikat diamentowej płyty. Zajęła też piąte miejsce w zestawieniu OLiS za rok 2020.

## Lista utworów

### Edycja standardowa (CD)[5]
1. „Początek” – 0:57
2. „Królowa dram” – 3:00
3. „To ja, a nie inna” – 3:10
4. „Siebie zapytasz” – 3:49
5. „Melodia” – 3:06
6. „Szampan” – 3:22
7. „Łezki me” – 3:23
8. „Proszę” – 0:29
9. „Proszę pana” – 2:55
10. „Oto cała ja” – 3:18
11. „2/10” – 2:54
12. „Sama” – 3:15
13. „Koniec” – 0:46

### Edycja standardowa (cyfrowa)[6][7]
1. „Początek” – 0:57
2. „Królowa dram” – 3:00
3. „To ja, a nie inna” – 3:10
4. „Siebie zapytasz” – 3:49
5. „Melodia” – 3:06
6. „Szampan” – 3:22
7. „Łezki me” – 3:23
8. „Proszę” – 0:29
9. „Proszę pana” – 2:55
10. „Oto cała ja” – 3:18
11. „2/10” – 2:54
12. „Sama” – 3:15
13. „Piękno tej niechcianej” – 2:05
14. „Cząstka” – 4:10
15. „Koronki” – 3:51
16. „Idź” – 3:49
17. „Solo” – 2:34
18. „Aniołom szepnij to” – 3:45
19. „Koniec” – 0:46

### Edycja standardowa (LP)[8]

#### Strona A
1. „Początek” – 0:57
2. „Królowa dram” – 3:00
3. „To ja, a nie inna” – 3:10
4. „Melodia” – 3:06
5. „Szampan” – 3:22
6. „Oto cała ja” – 3:18

#### Strona B
1. „Sama” – 3:15
2. „Łezki me” – 3:23
3. „2/10” – 2:54
4. „Piękno tej niechcianej” – 2:05
5. „Aniołom szepnij to” – 3:45
6. „Koniec” – 0:46

### Edycja Deluxe (CD1)[9]
1. „Początek” – 0:57
2. „Królowa dram” – 3:00
3. „To ja, a nie inna” – 3:10
4. „Siebie zapytasz” – 3:49
5. „Melodia” – 3:06
6. „Szampan” – 3:22
7. „Łezki me” – 3:23
8. „Proszę” – 0:29
9. „Proszę pana” – 2:55
10. „Oto cała ja” – 3:18
11. „2/10” – 2:54
12. „Sama” – 3:15
13. „Koniec” – 0:46

#### Edycja Deluxe (CD2)
1. „Piękno tej niechcianej” – 2:05
2. „Cząstka” – 4:10
3. „Koronki” – 3:51
4. „Solo” – 2:34
5. „Idź” – 3:49
6. „Aniołom szepnij to” – 3:45

### Edycja Super Deluxe Box (LP2)[10]

#### Strona A
1. „Invisible Dress” (demo)
2. „Shiny People” (demo)

#### Strona B
1. „You Loved Me” (demo)
2. „Corners” (demo)

### Królowa dram (Final Edition) (CD1)[11]
1. „Początek”
2. „Królowa dram”
3. „To ja a nie inna”
4. „Siebie zapytasz”
5. „Melodia”
6. „Szampan”
7. „Łezki me”
8. „Proszę”
9. „Proszę pana”
10. „Oto cała ja”
11. „2/10”
12. „Sama”
13. „Koniec”

#### Królowa dram (Final Edition) (CD2)
1. „Piękno tej niechcianej”
2. „Cząstka”
3. „Koronki”
4. „Idź”
5. „Solo”
6. „Aniołom szepnij to”
7. „Pora roku zła”
8. „róże (demo w domu)”
9. „projekt nieznajomy nie kłamie”
10. „Invisible dress (live for Vevo DSCVR)”
11. „Bez słów”
12. „Siebie zapytasz (live for Vevo DSCVR)”
13. „Szampan (live for Radio Muzo.FM)”

## Pozycja na liście sprzedaży

### Pozycja na tygodniowej liście
| Kraj   | Lista (2020)              | Najwyższa pozycja |
| ------ | ------------------------- | ----------------- |
| Polska | Oficjalna Lista Sprzedaży | 1                 |

## Popularność
Serwisy streamingowe
Utwór uzyskał uwagę serwisów streamingowych:
- Album w Apple Music zajął kolejno 1. pozycję w Polsce[12] oraz 213. miejsce na terenie Irlandii[13].
- W serwisie iTunes na polskiej liście zajął 5. miejsce[12].